# Kostel Nejsvětější Trojice (Žacléř)
Kostel Nejsvětější Trojice v Žacléři je farní kostel Římskokatolické farnosti Žacléř v trutnovském vikariátu královéhradecké diecéze. Je chráněn jako kulturní památka České republiky.

## Historie
Kostel stával na tomto místě zřejmě již ve 14. století. Později byla tato stavba nahrazena kostelem renesančním. K velké přestavbě do vrcholně barokní podoby došlo v roce 1732, zřejmě s využitím některých starších konstrukcí. Iniciátorem přestavby byl jezuitský řád, kterému v té době žacléřské panství patřilo. Další úpravy proběhly v roce 1753. Roku 1912 byla původní mansardová střecha nahrazena novou, jednoduchou valbovou střechou, která byla oplechována. V roce 2000 byl rekonstruován interiér kostela, roku 2005 byla opravena okna a po roce 2009 začala rekonstrukce vnějších fasád.

## Architektonická podoba
Kostel se nachází na souběhu ulic J. E. Purkyně a Mladých horníků pod Rýchorským náměstím. Je to mohutná jednolodní stavba na křížovém půdorysu. Průčelí kostela je tříosé, završené vykrajovaným štítem, ze kterého veprostřed vyrůstá poměrně štíhlá věž. Presbytář kostela je trojboce uzavřen. Po stranách presbytáře je symetrická dvojice sakristií s oratořemi v patře. Kostel má jednotné vybavení z let 1739–1742. Sochy na oltářích jsou dílem Jiřího Františka Pacáka. V boční kapli kostela (uváděné někdy jako loretánská kaple) se nachází skleněný oltář, který podle legendy věnovali kostelu žacléřští skláři. Jedná se však pouze o legendu.

## Okolí kostela
Vedle kostela, při cestě od náměstí, stojí patrová budova bývalé fary (nyní v soukromém vlastnictví). Za presbytářem se nachází socha Krista z roku 1935, její nejbližší okolí je parkově upraveno. Dále za kostelem se rozkládá hřbitov na půdorysu velmi protáhlého, mírně nepravidelného obdélníka.